# Mohamed Bouissef Rekab
Mohamed Bouissef Rekab (en árabe, محمد بويسف ركاب) (Tetuán, Marruecos español, 20 de diciembre de 1948) es un escritor marroquí. Es una de las principales figuras de la literatura marroquí en  lengua española.

## Biografía
Cursó estudios de filología hispánica en la Universidad Mohamed V de Rabat, licenciándose en 1973. Fue nombrado profesor del Instituto Mulay Yusef de Rabat.
En 1975, viaja a España para continuar sus estudios, donde es nombrado redactor y locutor de la televisión marroquí. En 1983 obtiene el doctorado en la Facultad de Filosofía y Letras de la Universidad Autónoma de Madrid.
Ha sido profesor de español en el Instituto Cervantes de Tetuán (1990-1995), en la Escuela Superior de Traducción Rey Fahd de Tánger (1989-2002) y catedrático del Departamento de Hispánicas de la Facultad de Letras y CC. HH. de la que fue nombrado profesor en la Universidad de Tetuán (1984-2005), en el Departamento de Hispánicas. Desde 2006 es profesor de Literatura Española en la UNED (Centro Asociado de Ceuta).
En 1997, preside la Asociación de Escritores Marroquíes en Lengua Española, de la cual es miembro fundador.

## Obras

### Novelas
- El vidente (1994)
- Desmesura (1995)
- Inquebrantables (1996)
- Los bien nacidos (1998)
- El dédalo de Abdelkrim (2002)
- El motín del silencio (2006)
- La señora (2006)
- Aixa, el cielo de Pandora (Prólogo de Cristián H. Ricci, 2007)
- Las inocentes oquedades de Tetuán (2010). Ed. Alcalá, ISBN 978-84-96806-65-8

### Ensayos
- Escritores marroquíes de expresión española (1997)